# El gol de la valija
El gol de la valija é como ficou conhecido um gol histórico e curioso ocorrido durante a disputa da final do Campeonato Uruguaio de Futebol de 1933, entre os rivais clássicos uruguaios, Nacional e Peñarol, disputada no Estádio Centenario, no dia 27 de maio de 1934, quando um tento foi validado em uma jogada em que a bola havia saído da campo e retornado a ela depois de quicar numa maleta do massagista do Nacional que estava ao lado da trave defendida pelo goleiro do Peñarol – mas já fora das quatro linhas.

## O Gol
Aos 25 minutos da segunda etapa, com o resultado 0x0, o ponteiro direito do Nacional, o brasileiro Bahia (outras fontes mencionam que foi Pellegrín Anselmo), finalizou ao gol defendido pelo goleiro Eduardo García, do Peñarol, mas seu chute passou muito perto de um dos postes. Aí o fato curioso aconteceu: a bola bateu em uma mala de madeira de Juan Kirschberg - Cinesiologista do Nacional - e voltou à campo.
Aproveitando que tudo tinha acontecido muito rápido, e por dúvidas o atacante do Nacional Braulio Castro recebeu o rebote da bola vindo da mala e finalizou a gol, e saiu comemorando. A partir desse momento são verificadas duas versões diferentes e opostas do que aconteceu. O viés de Nacional assegura que o árbitro Telésforo Rodríguez, que estava distante do lance, e portanto tinha pouca visão, anotou o gol a favor de Nacional; já o viés de Peñarol e o testemunho do próprio Telésforo Rodríguez indicam que o árbitro marcou tiro de meta para o Peñarol.
A confusão, então, estava armada. O árbitro fez um sinal pouco claro e os jogadores do Nacional entenderam que o gol havia sido validado. Ao verificarem a não marcação do gol, os jogadores do Nacional ficaram furiosos e partiram para cima do árbitro. Os mais agressivos foram José Nasazzi, Juan Labraga e Ulises Chifflet, expulsos por Telésforo. O árbitro, com medo da violência por conta das pancadas que levou dos jogadores do Nacional, foi para o vestiário e se recusou a continuar arbitrando o resto da partida. Após longas discussões, o bandeirinha Luis Scandoglio foi quem ficou com o apito, mas após alguns minutos teve que suspender o jogo por falta de luz natural.

### Consequências
No dia 30 de julho (2 meses depois, portanto), a Liga Uruguaia decidiu que o jogo deveria continuar, mas cancelando o gol, além de sancionar Nasazzi com um ano de suspensão, Labraga com um ano e três meses e por três meses o bandeirinha Scandoglio. Por sua vez, foi anulada a expulsão de Chifflet e determinou que o restante do jogo fosse jogado em 25 de agosto, no Centennial Stadium, mas a portas fechadas (sem público).
Esse jogo de 25 de agosto é lembrado como o clássico dos Nove contra os Onze, no qual os vinte minutos restantes do jogo foram disputados, além de outras duas vezes adicionais de trinta minutos cada, totalizando oitenta minutos em que o Nacional teve que jogar com nove jogadores de futebol contra onze do seu rival. A partida terminou em 0x0. Então, já em igualdade numérica, voltaram a empatar sem gols em setembro e, finalmente, o Nacional se tornou campeão ao vencer o dia 18 de novembro por 3x2, com três gols marcados por Manco Héctor Castro, terminando assim em novembro 1934, o torneio da liga de 1933.

## O gol na cultura popular
- O compositor, cantor, pianista e guitarrista uruguaio Walter Bordoni compôs uma canção em 1991, intitulada “El gol de la valija y otros cuentos”.
- Em 2009, o novo veículo Gol Power Sedan 2010 foi anunciado no Uruguai como "el gol de la valija",, fazendo um trocadilho entre o nome do veículo (que inclui "mala" na parte de trás) e o histórico evento esportivo.[5]